# P.S MY SUNSHINE
「P.S♡MY SUNSHINE」（ピーエス・マイ・サンシャイン）は、倉木麻衣の楽曲。倉木の21作目のシングルとして、2005年6月1日にGIZA Studioから発売された。

## 解説
- フジテレビ『めざましどようび』テーマソングとして、2005年4月から6月まで使用された。
- ミュージック・ビデオでは倉木自身がコンビニで働く店員役を演じており、顔見知りの中学生役を倉木と同じLOOP所属の麻亜里が演じている。
- 本作では作曲者に、倉木としては初であるGARNET CROWの岡本仁志を起用している。
- CDケースは「Love,needing」と同じジュエルケースが使用されている。

## 収録曲
1. P.S♡MY SUNSHINE (3:53)
  - 作詞：倉木麻衣、作曲・編曲：岡本仁志
2. tell me your way (3:41)
  - 作詞：倉木麻衣、作曲・編曲：後藤康二
3. P.S♡MY SUNSHINE〜DAY TRACK version〜 (4:38)
  - 作詞：倉木麻衣、作曲：岡本仁志、編曲：YUKI NAKANO

## 参加ミュージシャン
- 倉木麻衣：コーラス
- 岡本仁志：ギター（#1）
- 後藤康二：ギター（#2）

## 収録アルバム
- FUSE OF LOVE（#1）